# Тшебич-Новий
Тшебич-Новий (пол. Trzebicz Nowy) — село в Польщі, у гміні Дрезденко Стшелецько-Дрезденецького повіту Любуського воєводства.
Населення — 302 особи (2011).
У 1975-1998 роках село належало до Гожовського воєводства.

## Демографія
Демографічна структура станом на 31 березня 2011 року:
|          | Загалом | Допрацездатний вік | Працездатний вік | Постпрацездатний вік |
| -------- | ------- | ------------------ | ---------------- | -------------------- |
| Чоловіки | 156     | 35                 | 109              | 12                   |
| Жінки    | 146     | 36                 | 88               | 22                   |
| Разом    | 302     | 71                 | 197              | 34                   |